# Тарзан 2
Тарзан 2 (англ. Tarzan II) — мультфільм 2005 року.

## Сюжет
До того, як стати Королем Джунглів, Тарзан був незграбним маленьким хлопчиком, що намагається пристосуватися до навколишнього світу. Але одного разу він робить помилку і тим самим піддає ризику свою сім'ю. З цього моменту Тарзан вирішує, що їм буде безпечніше без нього, і покидає тих, кого любить. Під час своєї небезпечної подорожі Тарзан знайомиться із загадковим Зугором — найбільш могутнім представником тих місць. Будучи разом, Тарзан і Зугор розуміють, що бути різними не так вже й погано, а друзі і сім'я — дві найголовніші цінності на світі.